# Noelle Sabbe
Noelle Sabbe est une coureuse cycliste française.

## Carrière sportive
Noelle Sabbe remporte le titre de championne de France de cyclisme sur route en 1954 à Roanne, devant Jeannine Lemaire.